# 무성 양순 비음
무성 양순 비음(無聲 兩脣 鼻音)은 자음의 하나로 위아래 입술을 사용하여 조음하는 무성 비음이다.

## 특징
무성 양순 비음은 다음과 같은 특징을 갖고 있다.
- 조음 방법은 조음기관 내의 공기의 흐름을 차단하여 만드는 파열음이다.
- 발성 기관 속의 공기의 흐름을 차단하고, 일부를 코로 흐르게 했다가 내는 비음이다.
- 양쪽 입술로 조음하는 양순음이다.
- 조음할 때 성대가 울리지 않는 무성음이다.
- 코와 입을 통하여 공기가 빠져나가는 비강음이다.
- 기류가 혀 옆이 아니라 중앙으로 빠져나가는 중설음이다.
- 발성 방법은 인후나 입이 아니라 폐에서 발성 기관으로 공기가 빠져나가는 폐장기류음이다.

## 언어별 사용
| 언어                | 언어                | 단어             | IPA          | 뜻               | 비고                                   |
| ------------------- | ------------------- | ---------------- | ------------ | ---------------- | -------------------------------------- |
| 버마어              | 버마어              | မှာ/hma:           | [m̥à]         | '주문'           |                                        |
| 중앙알래스카 유픽어 | 중앙알래스카 유픽어 | pisteḿun         | [ˈpistəm̥un]  | '하인에게'       |                                        |
| 에스토니아어        | 에스토니아어        | lehm             | [ˈlehm̥]      | '젖소'           | /t, s, h/ 뒤에서의 /m/의 어말 이음.    |
| 프랑스어            | 프랑스어            | prisme           | [pχis̪m̥]      | '프리즘'         | /m/의 이음.                            |
| 몽어                | 몽어                | Hmoob            | [m̥ɔ̃]         | '몽족'           |                                        |
| 아이슬란드어        | 아이슬란드어        | hampur           | [ˈham̥pʏr]    | '대마'           |                                        |
| 할라파 마사텍어     | 할라파 마사텍어     | hma              | [m̥a]         | '검정'           | 음성 및 인두음화 양순 비음과 대립한다. |
| 킬딘 사미어         | 킬딘 사미어         | лēӎӎьк/ljeehmhmk | [lʲeːm̥ʲːk]   | '가죽 끈'        |                                        |
| 마스코기어          | 마스코기어          | camhcá:ka        | [t͡ʃəm̥t͡ʃɑːɡə] | '종'             |                                        |
| 우크라이나어        | 우크라이나어        | ритм/ritm        | [rɪt̪m̥]       | '리듬'           | 무성자음 뒤에 오는 /m/의 어말 이음.    |
| 와쇼어              | 와쇼어              | Mášdɨmmi         | [ˈm̥aʃdɨmmi]  | '그는 숨어 있다' |                                        |
| 웨일스어            | 웨일스어            | fy mhen          | [və m̥ɛn]     | '나의 머리'      | /p/의 변형으로 존재한다.               |
| 쉬미어              | 낮음                | [ᴴm̥ɛ̃]            | [ᴴm̥ɛ̃]        | '약'             | 유성음 /m/과 대립한다.                 |
| 쉬미어              | 높음                | [ᴴm̥ɛ̃]            | [ᴴm̥ɛ̃]        | '약'             | 유성음 /m/과 대립한다.                 |
| 이어                | 이어                | ꂚ Hma           | [m̥a]         | '뻐꾸기 나무'    |                                        |

## 같이 보기
- 양순 비음